# ستيفن وليامز (كاتب)
ستيفن وليامز (بالإنجليزية: Stephen Williams )‏ (و. 1978  م) هو منتج أفلام، وكاتب سيناريو، ومخرج أفلام كندي، ولد في كندا.
.

## التعليم
تعلم في Canadian Film Centre ‏.

## وصلات خارجية
- ستيفن وليامز على موقع IMDb (الإنجليزية)
- ستيفن وليامز على موقع ألو سيني (الفرنسية)
- ستيفن وليامز على موقع أول موفي (الإنجليزية)
- ستيفن وليامز على موقع قاعدة بيانات الأفلام السويدية (السويدية)
- ستيفن وليامز على موقع قاعدة بيانات الفيلم (الإنجليزية)
- ستيفن وليامز على موقع كينوبويسك (الروسية)